# Fjällbröstad flugsnappare
Fjällbröstad flugsnappare (Fraseria ocreata) är en fågel i familjen flugsnappare inom ordningen tättingar.

## Utseende och läte
Fjällbröstad flugsnappare skiljer sig från alla andra flugsnappare i Afrika genom vit undersida, enfärgat grått på ansikte och ovansida samt lätt fjällning på bröstet. Sången består av flera delar, med fallande "tseer, cheer" följt av ett varierande hårt tjatter. Bland lätena hörs torra och sträva tjattrande ljud.

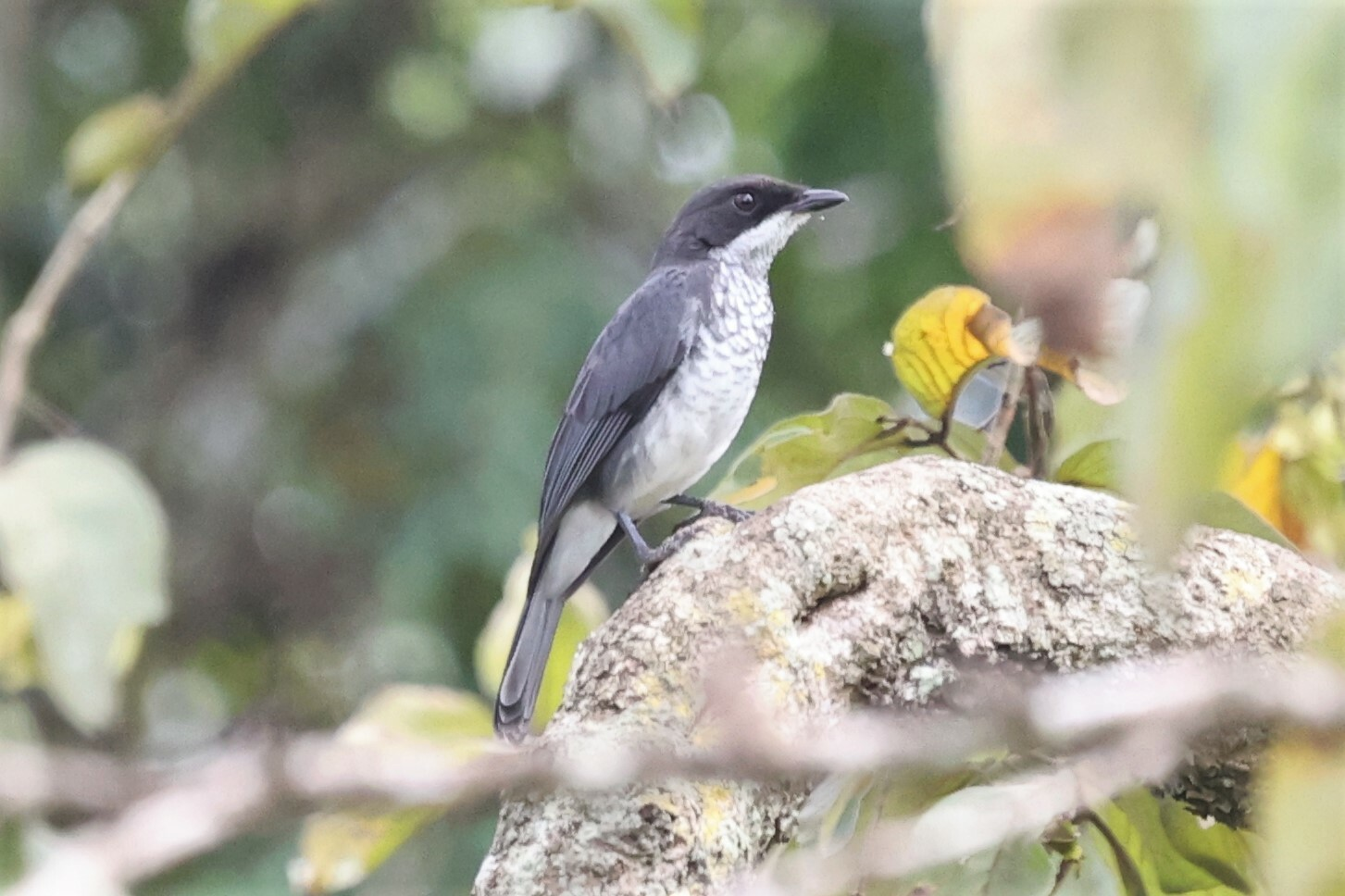

## Utbredning och systematik
FFjällbröstad flugsnappare delas in i tre underarter med följande utbredning:
- prosphora/kelsalli-gruppen
  - Fraseria ocreata kelsalli – förekommer i regnskogar i Sierra Leone
  - Fraseria ocreata prosphora – förekommer från Liberia till Ghana
- ocreata-gruppen
  - Fraseria ocreata ocreata – förekommer från Nigeria och Kamerun till Angola, Demokratiska republiken Kongo och västra Uganda. Den förekommer även på ön Bioko.

## Levnadssätt
Fjällbröstad flugsnappare hittas i tät skog med höga träd, ofta nära vatten. Där födosöker den i grupper eller artblandade flockar högt över marken. Jämfört med andra flugsnappare håller den sig mer vågrätt under födosökande.

## Status och hot
Arten har ett stort utbredningsområde, men tros minska i antal, dock inte tillräckligt kraftigt för att den ska betraktas som hotad. Internationella naturvårdsunionen IUCN listar arten som livskraftig (LC).

## Namn
Det vetenskapliga namnet på släktet hedrar den engelske zoologen Louis Fraser. Fram tills nyligen kallades den Frasers skogsflugsnappare på svenska, men justerades 2023 till ett enklare och mer informativt namn av BirdLife Sveriges taxonomikommitté.